# Rudolf Chotek von Chotkow
Rudolf Kar(e)l Reichsgraf Chotek von Chotkow und Wognin (* 23. Juni 1832 in Prag; † 1. Oktober 1894 in Gaden/Gáad, Ungarn, heute Rumänien) war ein österreichischer Politiker. Er entstammte dem böhmischen Adelsgeschlecht Chotek von Chotkow und Wognin, dessen Familienoberhaupt er ab etwa 1875 war.

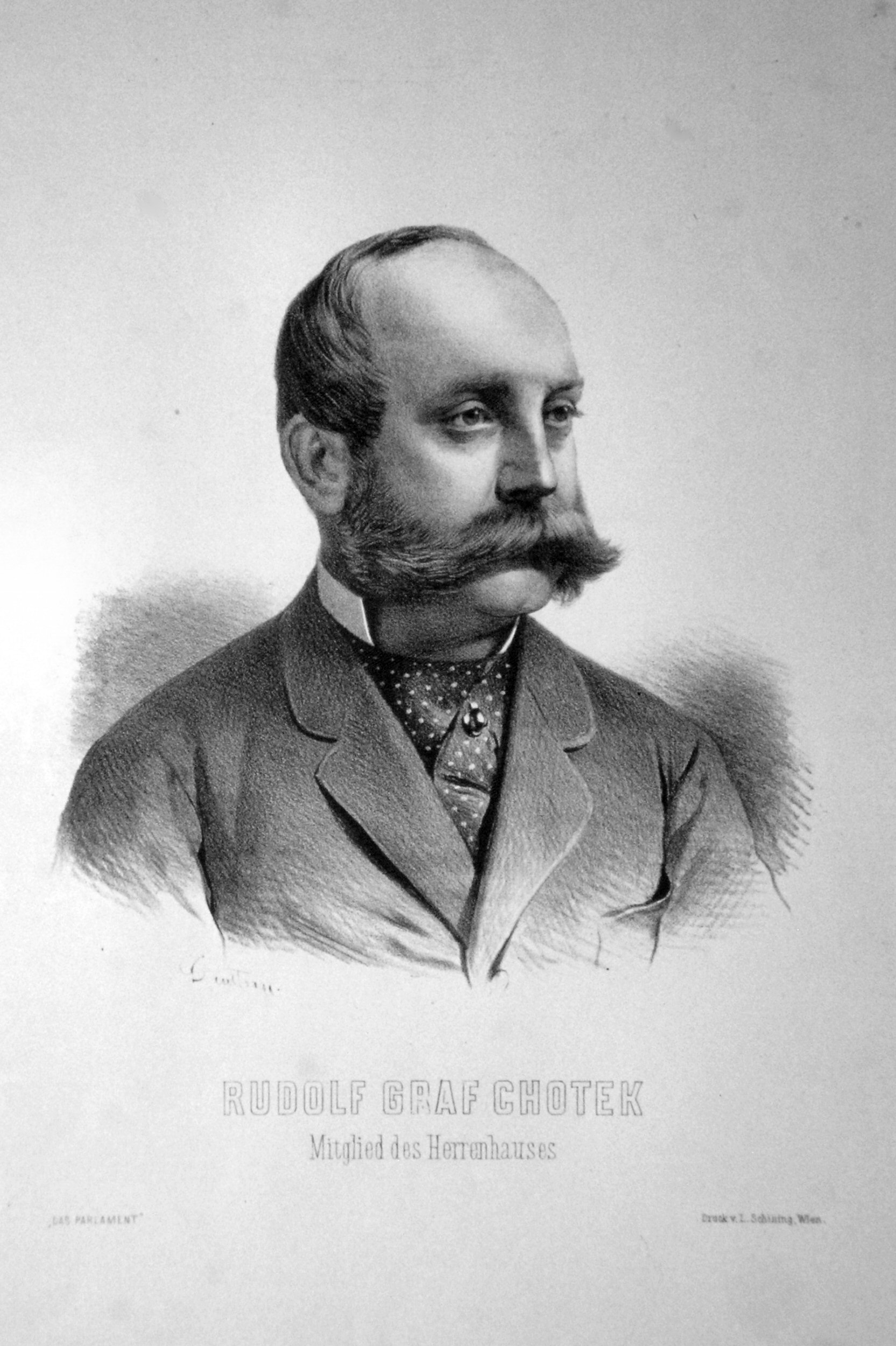
Rudolf Karl von Chotek, Lithographie von Adolf Dauthage, ca. 1880

## Leben
Seine Eltern waren Heinrich (Jindřich) Chotek von Chotkow und Wognin (1802–1864) und Gräfin Karolina Aloisie von und zu Eltz (1810–1862).
Rudolf Karl studierte Rechtswissenschaft und war zeitweilig ein Vertrauter von Kronprinz Rudolf. Er wurde um 1870 Mitglied des Herrenhauses, des Oberhauses des österreichischen Reichsrates und später, wie schon sein Onkel Karl Chotek von Chotkow (1783–1868), zum General-Burggraf von Prag und damit zum Statthalter Böhmens ernannt.
Im Oktober 1858 schloss er die Ehe mit Maria Theresia von Auersperg (1837–1888). Sein 1865 in Prag geborener Sohn Jan Rudolf starb aber bereits mit 19 Jahren. Wenige Monate vor seinem Tod heiratete Graf Chotek im April 1894 ein zweites Mal, die junge Freiin Claudine Gudenus (1871–1949) aus Gáad.
Aus dem Jahr 1880 ist ein persönlicher Brief von Kronprinz Rudolf an Chotek erhalten, in dem der naturwissenschaftlich hochinteressierte Rudolf auf „unvergeßliche Tage ... in der herrlichen Fruska Gora“ und Nordungarn Bezug nimmt, sowie auf die Beobachtung und Jagd großer Raubvögel und Bären. Nach dem Selbstmord des Kronprinzen engagierte sich Rudolf Graf Chotek (u. a. mit Theodor Billroth und Hans Wilczek) für eine Erinnerungsmappe des Erzherzog-Thronfolgers.